# Helena Michalik
Helena Michalik z domu Kusak (ur. 22 maja 1914, zm. 7 września 2024) – polska superstulatka będąca jednocześnie najstarszą żyjącą Polką od 19 lipca do 7 września 2024.

## Życiorys
Urodziła się w stanie Pensylwania w USA. W 1922 roku przyjechała do Polski. Większość życia spędziła w Kazimierzy Wielkiej w województwie świętokrzyskim. Od 1981 roku była członkinią kazimierskich struktur Związku Emerytów i Rencistów.
Wychowała dwie córki: Zytę i Annę.
22 maja 2024 skończyła 110 lat. Helena Michalik była pierwszą osobą, urodzoną w Stanach Zjednoczonych, która wróciła do Polski i została superstulatką. Jej wiek został potwierdzony przez Gerontology Research Group (GRG). Po śmierci Anny Gawłowskiej w dniu 19 lipca 2024 została najstarszą osobą żyjącą w Polsce.